# Tarucus legrasi
Tarucus legrasi är en fjärilsart som beskrevs av Henry Stempffer 1948. Tarucus legrasi ingår i släktet Tarucus och familjen juvelvingar. IUCN kategoriserar arten globalt som livskraftig. Inga underarter finns listade i Catalogue of Life.